# Găuzeni, Șoldănești
Găuzeni este un sat din raionul Șoldănești, Republica Moldova.

## Istorie
Satul pare pentru prima dată în documentele cancelariei moldave în anul 1620:
„Din mila lui Dumnezeu, Io Gașpar voievod, domn al Țării Moldovei. Facem cunoscut cu această carte a noastră, tuturor celor ce o vor vedea sau o vor auzi cetindu-se, că acest adevărat al nostru credincios și cinstit boier, Costea Bucioc marele vornic al Țării de Gios, a slujit mai înainte sfântrăposaților noștri înaintași cu dreapta și credincioasa slujbă, iar astăzi ne slujește nouă cu dreapta și credincioasa slujbă țării noastre.

De aceea, noi, văzând dreapta și credincioasa lui slujbă către noi, l-am miluit cu deosebita noastră milă și i-am dat în țara noastră, în Moldova, drepte lui ocine...

...

Și iarăț satul Țâgăneștii și Văidiani și satul Găozanii pe Dobrușa și satul Vlădenii și Curiaci, iarăș pe Dobrușa și satul Andreuți, ce sunt toate în ținutul Sorocăi.

...

Iar pentru mai mare întărire a tuturor celor mai sus-scrise, am poruncit slugii noastre credincioase și cinstit boier, Ionașco Gheghia mare logofăt, să scrie și să atârne pecetea noastră la această adevărată carte a noastră.
...

Anul 7128 <1620> Aprilie 12 zile.”

## Administrație și politică
Componența Consiliului local Găuzeni (9 consilieri), ales la 5 noiembrie 2023, este următoarea:
|  | Partid                                       | Consilieri | Componență | Componență | Componență | Componență |
|  | -------------------------------------------- | ---------- | ---------- | ---------- | ---------- | ---------- |
|  | Partidul Socialiștilor din Republica Moldova | 4          |            |            |            |            |
|  | Partidul Social Democrat European            | 3          |            |            |            |            |
|  | Platforma Demnitate și Adevăr                | 1          |            |            |            |            |
|  | Partidul Acțiune și Solidaritate             | 1          |            |            |            |            |